# Otto Kersten
Otto Kersten (Altjeßnitz, 24 november 1928 - Brussel, 17 november  1982) was een Duits syndicalist en bestuurder.

## Levensloop
Kersten studeerde aan de Universiteit van Rostock en de Universiteit van Oost-Berlijn. Na zijn studies begon hij te werken bij een bank in Oost-Berlijn. Hij was sinds 1946 aangesloten bij een sociaaldemocratische partij en was op jonge leeftijd al actief als vakbondsman. In 1953 werd hij kort voor de arbeidersopstand veroordeeld tot 15 jaar dwangarbeid. In 1956 emigreerde hij naar West-Duitsland. Hij was werkzaam bij verschillende banken in Berlijn en Frankfurt.
In 1960 ging hij aan de slag op het internationaal departement van de Deutscher Gewerkschaftsbund (DGB), een functie die hij uitoefende tot zijn aanstelling als secretaris-generaal van het Internationaal Verbond van Vrije Vakverenigingen (IVVV) in 1972. Hij volgde in deze hoedanigheid de Nederlander Harm Buiter op, zelf werd hij na zijn dood opgevolgd door de Belg John Vanderveken.